# Oscar Asche
Oscar Asche, född 26 januari 1871 och död 23 mars 1936, var en engelsk skådespelare och teaterledare av norsk-australisk börd.
Asche var från 1893 anställd vid och ledde tidvis olika teatrar i London och företog flera utomeuropeiska turnéer. Han var en betydande Shakespearetolkare av djärv fantasi och starkt temperament, och ägnade sig efter första världskriget åt den sensationella utstyrselrepertoaren, ofta egenförfattade såsom Chu-Chin-Chow som 1916-1921 slog världsrekord genom att på His Majesty's theatre i London uppföras 2.238 gånger i följd.

### Fotnoter
1. 1 2  Internet Movie Database, IMDb-ID: nm0038488co0047972, läst: 14 oktober 2015.[källa från Wikidata]
2. 1 2  SNAC, SNAC Ark-ID: w6rj5kx6, läs online, läst: 9 oktober 2017.[källa från Wikidata]
3. 1 2  Internet Broadway Database, Internet Broadway Database person-ID: 7964, läst: 9 oktober 2017.[källa från Wikidata]
4. ↑  Find a Grave, läs online.[källa från Wikidata]